# Sol (mitología)

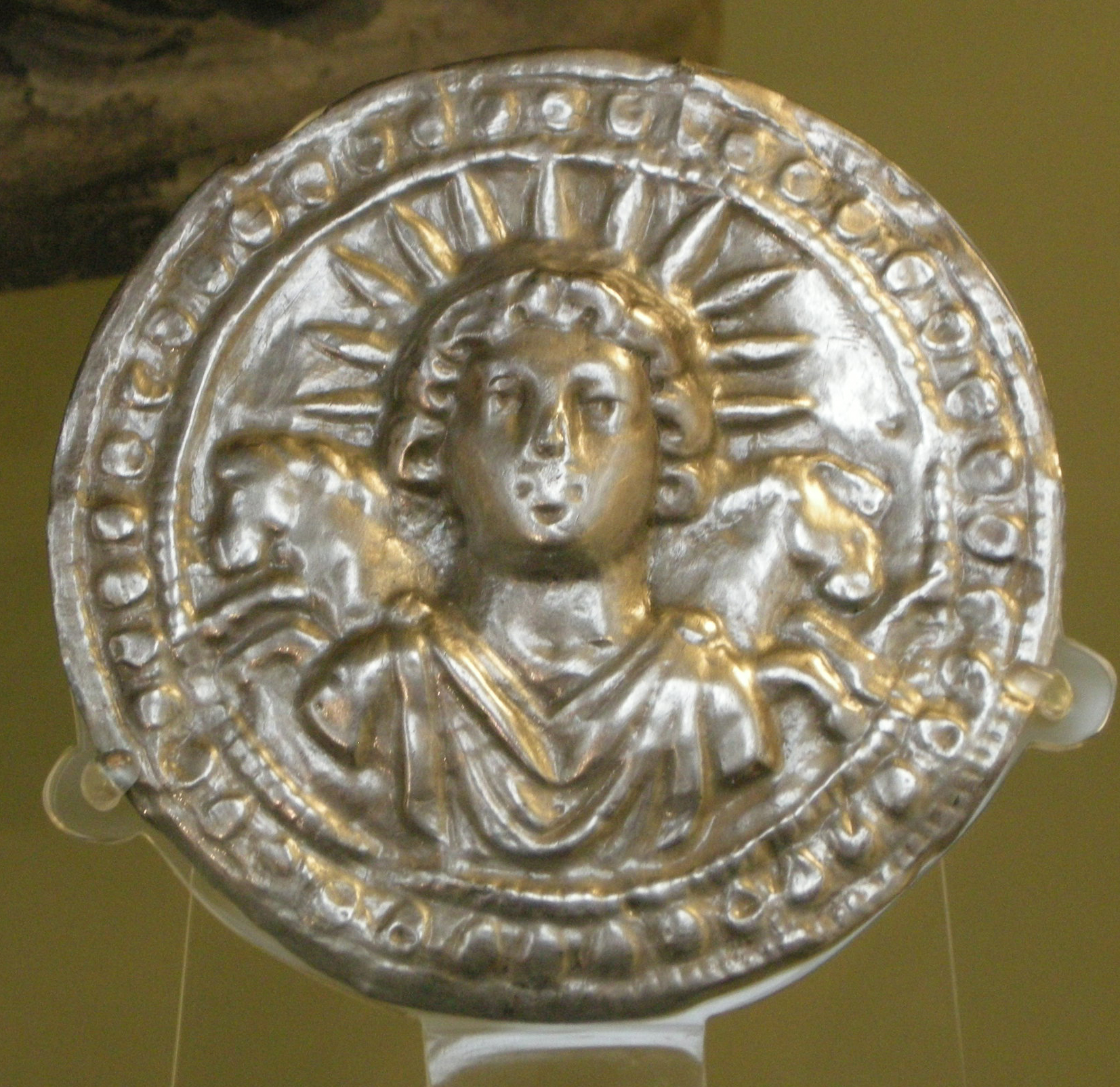
Arte romano, disco con sol invitto, siglo II

En la mitología romana, Sol (en latín Sol) fue la deidad solar en la antigua religión romana. Su equivalente en la mitología griega era Helios (Ἥλιος). Durante mucho tiempo se pensó que Roma había tenido dos dioses solares diferentes consecutivos. Del primero, Sol Indiges (en latín, el sol deificado), se pensaba que había sido poco importante, desapareciendo por completo en un período temprano. Sólo en el Imperio Romano tardío, han sostenido los investigadores, fue que el culto solar reapareció con la llegada a Roma del Sol Invictus sirio, tal vez bajo la influencia de los misterios mitráicos. Estudios recientes han rechazado esta hipótesis de dos dioses solares diferentes en Roma (véase Sol Invictus), apuntando a la abundante evidencia a favor de la continuidad del culto de Sol, y la falta de cualquier diferenciación clara (en nombre o en manera de representación) entre el dios solar romano «temprano» y el «tardío».
Varrón dice que Sol era uno de los dioses sabinos adorado por los romanos.  Era uno de los di selecti o veinte ‘dioses elegidos’ más importantes en el culto romano.  Sol y Luna eran dioses importantes para la agricultura pues sus ciclos eran de vital importancia.  Sol, Luna y Stellae (Estrellas) eran los dioses titulares de los astros.

## Etimología
El latín sol es la continuación del PIE *Seh2ul- / *Sh2-en-, cognado con el germánico Sól, el sánscrito Surya, el griego Helios o el lituano Saule. También se compara el latín solis con el etrusco Usil. Todavía hoy se utiliza la palabra sol en otras lenguas romances.

## Mitología
Cicerón alega que, según los teólogos, existieron hasta cinco dioses Sol. Uno de estos, nacido de Júpiter, es nieto de Éter.  Otro nació de Hiperión, el tercero de Vulcano, hijo de Nilo, cuya ciudad, según pretenden los egipcios, es la llamada Heliópolis. El cuarto es el que se dice que Acantón parió en Rodas en tiempo de los héroes; fue padre de Jáliso, de Camiro y de Lindo, y de ahí proceden los rodios. El quinto Sol es el que, según se cuenta, procreó entre los de Cólquide a Eetes y a Circe.  Otros dicen que Sol tuvo cinco hijas —Pasífae, Medea, Fedra, Circe y Dirce—, todas ellas malditas por Venus.
En las Fábulas de Higino se nos cuenta los principales episodios mitológicos de Sol. De Hiperión y Etra nacieron tres hermanos: Sol, Luna y Aurora. De Sol y de Perse nacieron Circe, Pasífae, Eetes y Perses. De Sol y de Clímene nacieron Faetonte y las Faetóntides.  Faetonte, tras haberse subido al carro de su padre a escondidas y haberse elevado a mucha altura desde la tierra, presa del miedo, cayó desde lo alto al río Erídano. Cuando Júpiter lo hubo fulminado con su rayo, todo comenzó a arder.  O bien Sol fue padre de Clímeno y este de Faetonte.  Sol anunció a Vulcano que Venus se acostaba a escondidas con Marte. Venus, a causa de su delación, fue siempre hostil a Sol y a su estirpe.  Varios argonautas fueron hijos de Sol: Augías, habido por Nausídame, hija de Anfidamante;  y también Tersanón, habido con Leucótoe.  Los nombres de los caballos del Sol son Eoo y Etíope, los dos machos que van delante; Bronte y Estérope son las hembras que van en el yugo.
Atreo, deseando vengar las ofensas recibidas de su hermano Tiestes, se reconcilió con él y lo invitó a volver a su reino; mató a sus hijos y se los sirvió en un banquete. Mientras éste comía, Atreo mandó que le fueran traídos los brazos y cabezas de los niños. Por este crimen incluso Sol desvió su carro. Ulises había llegado a la isla de Sicilia, junto a las vacas sagradas de Sol, que mugían cuando sus compañeros las cocían en el caldero de bronce. Ulises había sido advertido por Tiresias y avisado por Circe de que no las tocara. Pero por la ira de Sol, puesto que sus reses habían sido profanadas, Júpiter incendió con un rayo su nave.  Se dice que la cazadora Arge mientras perseguía a un ciervo, le dirigió estas palabras: «Aunque seas tan veloz como Sol en su carrera, sin embargo yo te daré alcance». Sol, airado, la convirtió en cierva.

## Sol durante la República romana
De acuerdo con fuentes romanas, el culto a Sol fue introducido por Tito Tacio.  En Virgilio, es el abuelo de Latino, hijo de la hija de Sol, Circe que vivía no lejos de Roma, en el Monte Circeo. Un santuario a Sol se estableció a las orillas del Numicius, cerca de muchos templos importantes consagrados a los dioses latinos. Según Tácito (56-117), en Roma, Sol tenía un "viejo" templo en el Circo Máximo, y se mantuvo este importante templo en los tres primeros siglos de nuestra era. También existió un viejo santuario para Sol en el Quirinal, donde se ofrecía un sacrificio anual a Sol Indiges el 9 de agosto. Los calendarios rituales romanos o fasti mencionaban también una fiesta para Sol Indiges el 11 de diciembre y un sacrificio por Sol y Luna el 28 de agosto.
Sol Indiges ("el sol nativo" o "el sol invocado" - la etimología y el significado de la palabra "indiges" está discutido) representa la más antigua y más agraria forma en la que el dios romano Sol era adorado. A medida que el culto evolucionó el epíteto "indiges" cayó en desuso.

### Identificación con Jano
Varios filósofos romanos especularon sobre la naturaleza del sol, sin llegar a ningún consenso. Un ejemplo típico fue Nigidio Fígulo, un erudito del siglo I a. C.. Sus obras no han sobrevivido, pero escritos de Macrobio, cinco siglos después señalaba que Nigidio había argumentado que Sol iba a ser identificado con Jano y que tenía una homóloga en Jana, que era Luna. Como tales, debían considerarse como 
dioses principales, que recibían sus sacrificios antes que a cualquier otro. Estas opiniones parecen haber estado restringidas a una élite erudita - ninguna otra fuente antigua, aparte de la de Macrobio menciona la equivalencia de Sol con Jano - y no tuvo ningún impacto sobre el culto bien establecido de Sol como deidad independiente.

### Sol Invictus
Sol Invictus ("Sol Invicto"), durante mucho tiempo se pensó que era un dios solar romano soportado por el Estado e introducido desde Siria por el emperador Aureliano en el 274, ensombreciendo por su importancia a otros cultos orientales, hasta la abolición del paganismo bajo Teodosio I. Sin embargo, esta evidencia, en el mejor de los casos es escasa, y la opinión de que Aureliano introdujo un nuevo culto del sol pasa por alto la abundante evidencia en monedas, imágenes, inscripciones y otras fuentes donde se observa una fuerte presencia del dios solar en Roma durante todo el periodo imperial. Tertuliano (ca. 160 - 220) escribe que el Circo Máximo estaba dedicado principalmente a Sol. No hay interrupción en el culto de Sol en Roma, ni ningún cambio en las representaciones del dios, lo que sugiere algún tipo de cambio significativo en tiempos de Aureliano. Es claro, sin embargo, que el culto del sol se hizo mucho más importante durante su reinado, con la institución de un nuevo colegio de pontífices para Sol.
Existe un cierto debate sobre el significado del 25 de diciembre para el culto de Sol. De acuerdo a una única fuente tardía, los romanos celebraban una fiesta Dies Natalis Invicti el 25 de diciembre, "el cumpleaños del invicto". La mayoría de los investigadores supone que es por Sol Invictus, aunque nuestra fuente para este festival no lo establece en forma explícita. El 25 de diciembre indicaba comúnmente la fecha del solsticio de invierno, con el primer alargamiento detectable de las horas del día.
También había fiestas en otros días de diciembre, incluyendo el 11 (antes mencionado), así como en agosto. Gordon señala que ninguna de estas fiestas está vinculada con eventos astronómicos. No queda claro el momento en que se instituyó la fiesta del 25 de diciembre, lo que hace difícil evaluar el impacto (si lo hubo) que tuvo en la creación de la Navidad.
El estatus oficial del culto a Sol después de Aurelio fue significativo, pero no hay evidencia de que fuera el culto supremo del Estado. Hoey exagera la importancia de una inscripción de Salsovia que supuestamente indica un culto oficial a Sol en todo el imperio el 19 de diciembre. En realidad se limita a establecer que al mando del emperador Licinio, el oficial al mando del destacamento en Salsovia quemaba incienso anualmente para una nueva erigida estatua de Sol, el 18 de noviembre (Hoey leyó mal la fecha). Esto significa que Licinio aceptó que se erigiera una estatua en su honor.
A lo largo del siglo IV, el culto de Sol siguió siendo controlado por pontífices de alto rango, incluyendo el renombrado Vettius Agorius Praetextatus.